# David Coffey
David Coffey (* 13. November 1941) ist ein britischer baptistischer Geistlicher, er war Generalsekretär der britischen Baptistenunion und Präsident des Baptistischen Weltbundes.

## Leben
Coffey besuchte das Spurgeon College in London und wurde 1967 als baptistischer Geistlicher ordiniert. Er arbeitete in verschiedenen baptistischen Gemeinden in England, bevor er 1987 Präsident der Baptist Union of Great Britain wurde. Von 1991 bis zu seiner Pensionierung 2006 war er Generalsekretär der Baptist Union of Great Britain. Daneben war er von 1997 bis 1999 Präsident der European Baptist Federation und von 2005 bis 2010 Präsident des Baptistischen Weltbundes (Baptist World Alliance). Er sah sich auch als Vertreter der BMS World Mission, reiste in über 80 Länder der Welt und unterstützte die baptistischen Kirchen im Mittleren Osten.

## Privates
Coffey war 45 Jahre mit Janet verheiratet, sie haben zwei Kinder und vier Grosskinder.

## Schriften
- Discovering Romans
- All One in Christ Jesus - a passionate plea for evangelical unity
- Joy to the World - a book of Advent readings